# Amon Amarth (Midden-aarde)

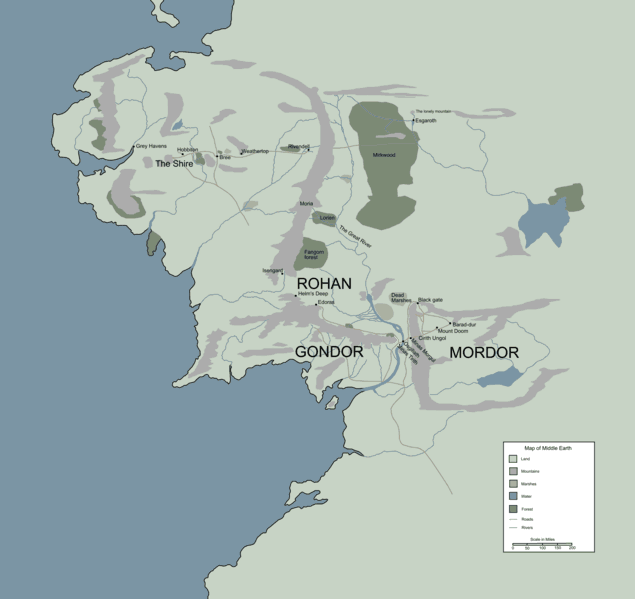
de locatie van Amon Amarth in Mordor

De Amon Amarth (Nederlands: Doemberg, Engels: Mount Doom) of Orodruin (Nederlands: berg van het rode vuur, Engels: fiery mountain) is een vulkaan in Midden-aarde, de fictieve geschiedenis van de wereld in de boeken van J.R.R. Tolkien.
De Doemberg ligt in Mordor en is de plek waar Sauron rond het jaar 1600 van de Tweede Era de Ene Ring smeedt in de Doemspleet. Deze Ring wordt gesmeed om andere Ringen van Macht te regeren. Hij is bijna onverwoestbaar; alleen het vuur waarin hij gesmeed is kan hem vernietigen.
In de Oorlog van het Laatste Bondgenootschap hakt Isildur de vinger van Sauron af met de Ene Ring eraan. Elrond adviseert hem de Ring te vernietigen, maar Isildur besluit de Ring te houden.

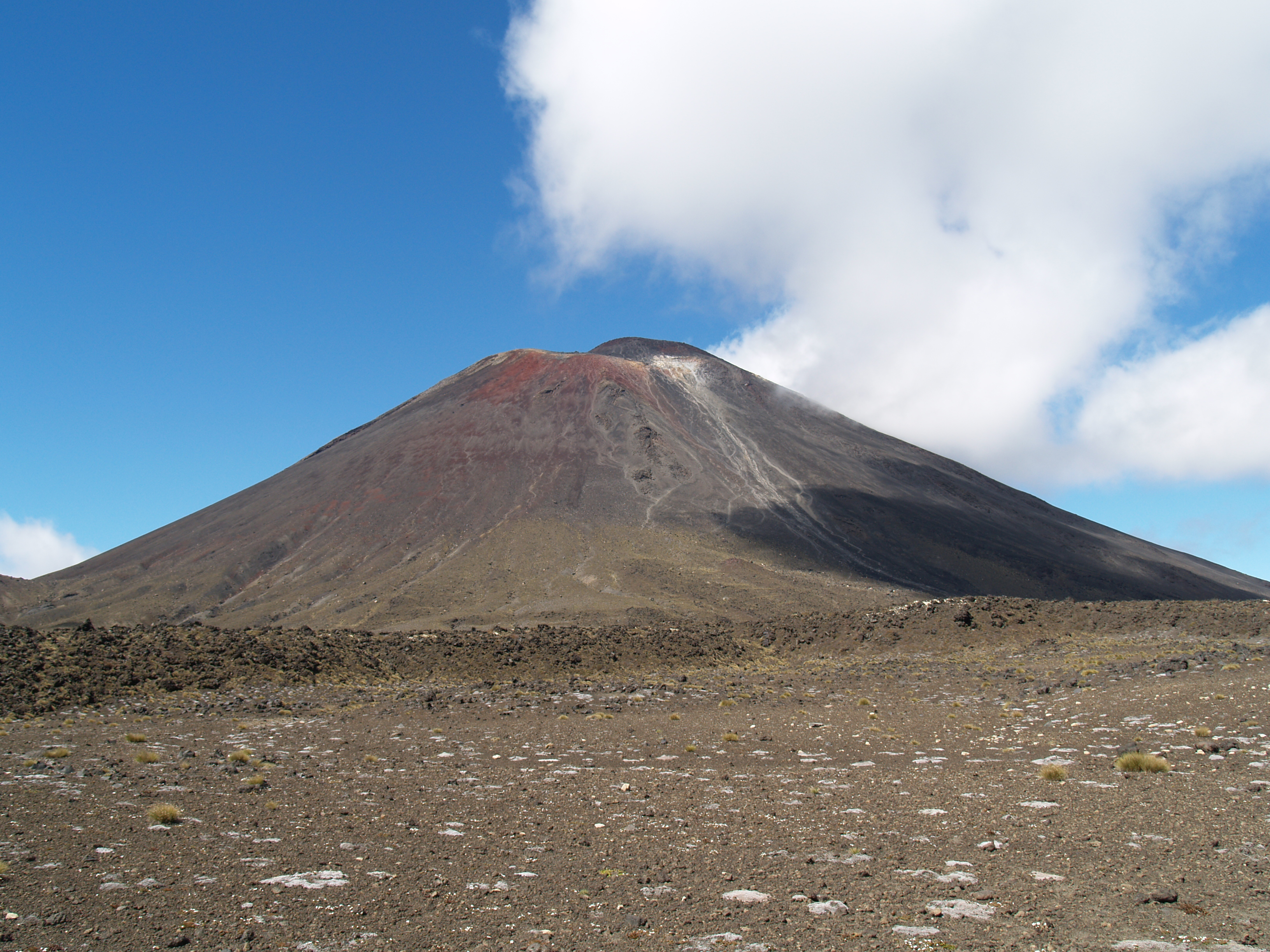
de vulkaan Ngauruhoe was de Doemberg in de filmtrilogie

Millennia later, in het jaar 3018 van de Derde Era, is de Ring in bezit gekomen van de hobbit Frodo Balings. Sauron is dan zeer machtig en streeft naar wereldheerschappij. Daarom zoekt hij onophoudelijk naar zijn verloren Ring. Om Sauron tegen te houden begint Frodo aan de queeste die beschreven wordt in In de Ban van de Ring: hij reist naar de Doemberg midden in Mordor om de Ene Ring te vernietigen. Bij de Doemspleet besluit Frodo de Ring te houden en om te doen. Dan wordt hij echter door Gollem, een eerdere Ringdrager, besprongen. Tijdens de vechtpartij die daarop volgt krijgt Gollem de Ring te pakken. In zijn uitzinnige vreugde struikeld Gollem en valt in het vuur van de Doemberg. Zo worden de Ring en Sauron vernietigd. Hierna vindt een krachtige vulkaanuitbarsting plaats.
In de filmtrilogie van Peter Jackson, gebaseerd op Tolkiens boek, werd de Nieuw-Zeelandse vulkaan Ngauruhoe gebruikt als Doemberg. Voor overzichtsshots werd een model gebruikt, omdat de Ngauruhoe heilig is voor de mensen die bij de vulkaan wonen en de top dus niet gefilmd mocht worden. Ook zijn er opnames gemaakt in Nationaal park Timanfaya.